# Middletown (Delaware)
Middletown város az USA Delaware államában, New Castle megyében. Lakosainak száma 23 192 fő (2020).

## Népesség
A település népességének változása:

| 2010 | 18 871 |
| 2020 | 23 192 |